# گرده‌افشانی

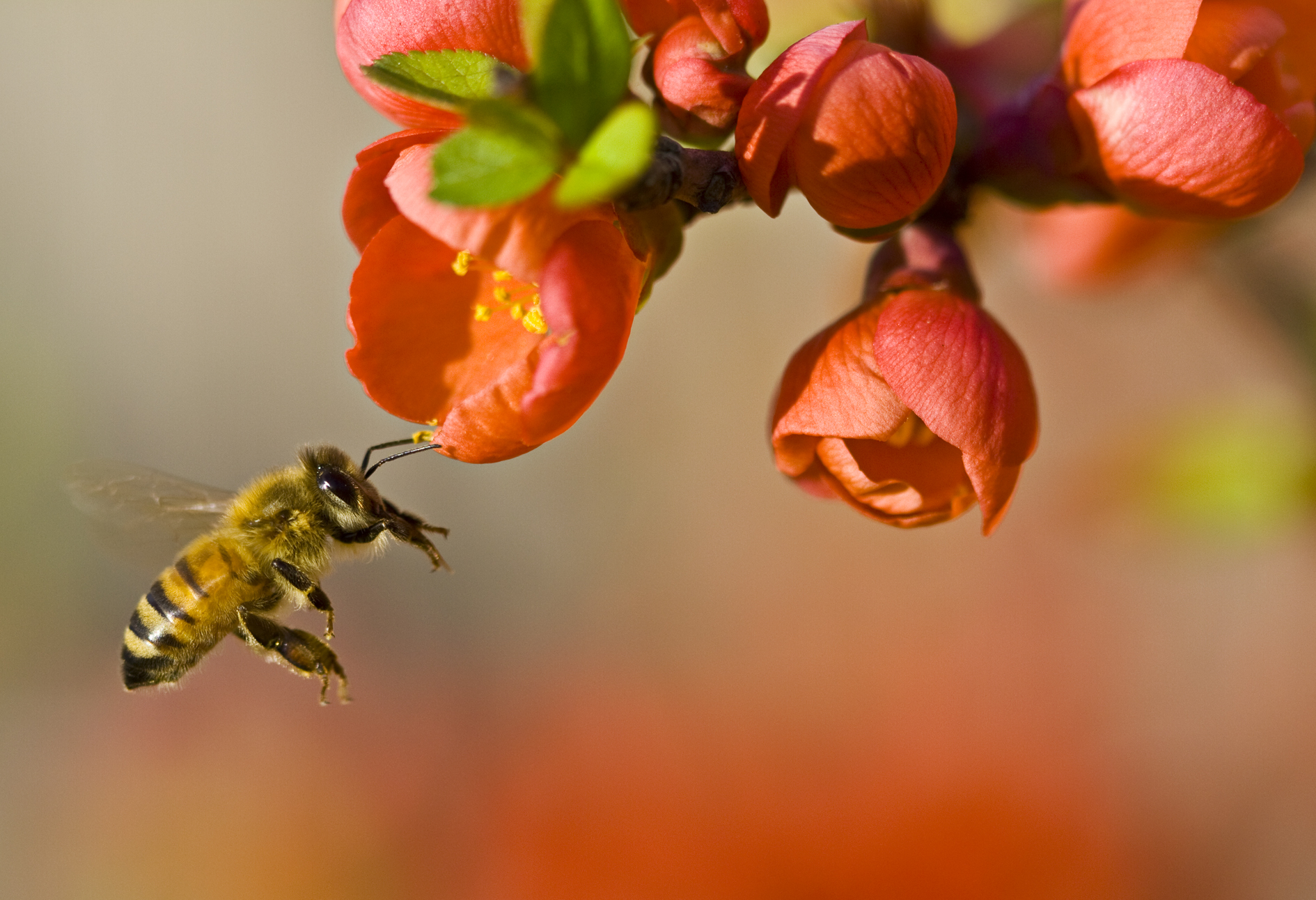
گرده‌افشانی زنبورعسل در بهار

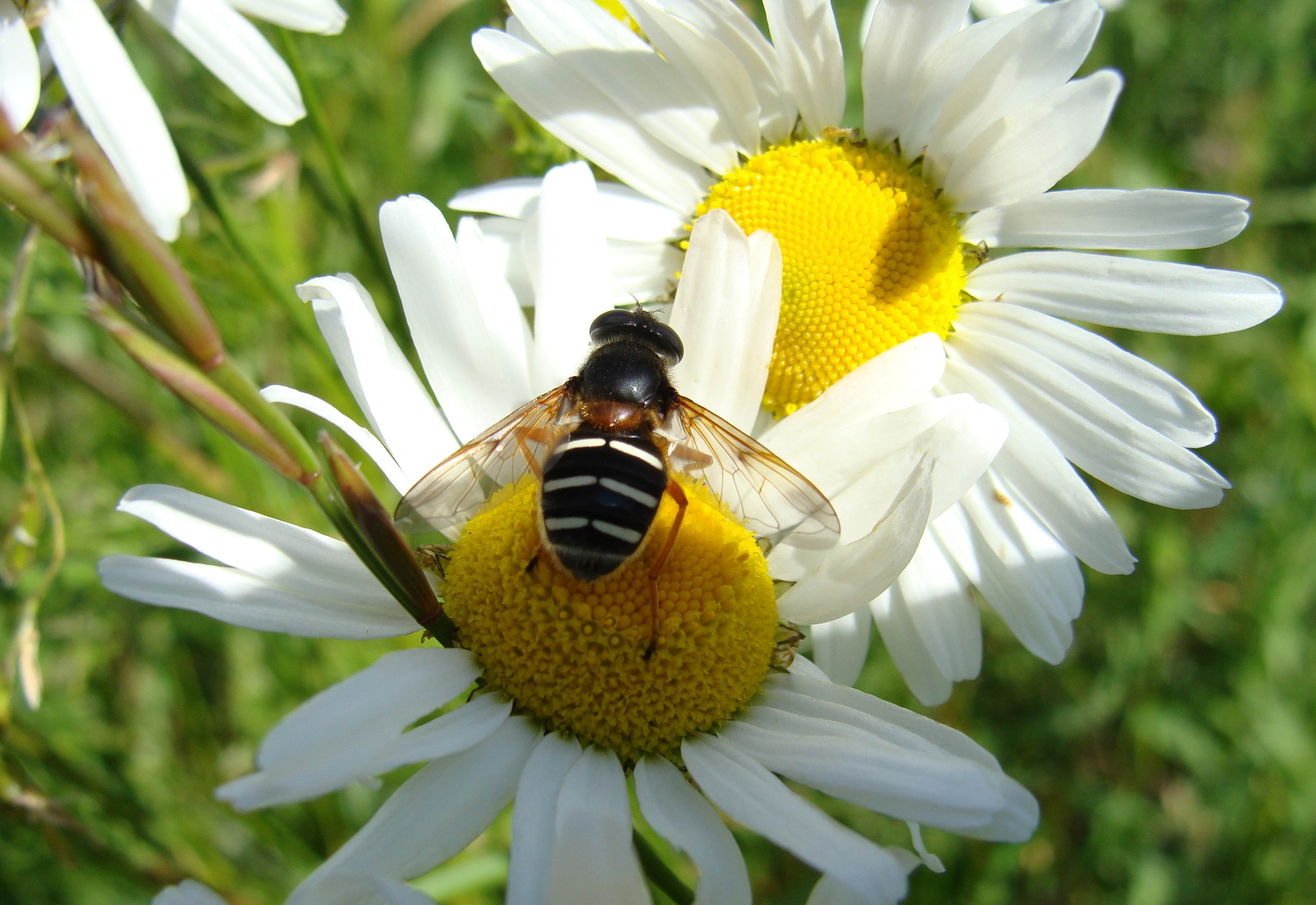

گرده‌افشانی فرایندی مهم در چرخه تولید مثل در گیاهان دانه دار است. به‌طور خلاصه گرده افشانی به انتقال دانه‌های گرده از پرچم یک گل که عضو نر گیاه به حساب می‌آید به روی کلاله مادگی همان گل یا گل دیگری از همان گونه گفته می‌شود.
خود گرده‌افشانی حالتی است که در آن گرده از پرچم‌های موجود در گل‌های یک گیاه به کلاله‌های گل‌های همان گیاه منتقل شود. دگر گرده‌افشانی هنگامی اتفاق می‌افتد که گرده‌های یک گیاه به کلاله‌های گیاهان دیگر از همان جنس منتقل شود.

## نگاه کلی
گرده افشانی عبارت است از انتقال دانه گرده از پرچم‌ها به کلاله. چنانچه پرچم‌ها و کلاله در یک گل باشند اصطلاحاً خود گرده افشانی (Self pollination) نامیده می‌شود. وقتی که آن‌ها در گل‌های مختلف به ویژه در گیاهان مجزا از هم بوده باشند در اصطلاح دگر گرده افشانی (Cross pollination) نامیده می‌شود. نتیجه مهم گرده افشانی، بالا بردن شانس ایجاد تنوع در مواد ژنتیکی فرزندان است. در دگر گرده افشانی حقیقی، کروموزوم‌ها، اختلاطی تازه را از کروموزو م‌های دو والد دریافت می‌کنند.

## ساختمان گل نر ماده
از آنجایی که دانه‌های گرده قدرت تحرک ندارند گرده افشانی به وسیلهٔ حشرات یا به وسیلهٔ باد یا طرق دیگر منتقل می‌شود. اکثریت قریب به اتفاق گل‌ها دارای مکانیسمهایی هستند که از پدیده خود گرده افشانی ممانعت به عمل می‌آورند. اما وقتی دانه گرده از گونه‌های همنوع دریافت می‌کند دانه گرده می‌تواند بر روی کلاله رویش کند و ناسازگاری احتمالی موجود را هم که از رشد لوله گرده ممانعت به عمل می‌آورد، برطرف نماید.

## انواع گرده افشانی

### گرده افشانی مستقیم
در رده گرده افشانی مستقیم دانه‌های گرده یک گل به روی مادگی همان گل یا گل دیگری که بر روی همان گیاه قرار دارد انتقال می‌یابد. این نوع گرده افشانی به‌طور معمول در یک گل هرمافرودیت که پرچم‌ها و مادگی آن با هم می‌رسند، انجام می‌شود. همچنین در مواردی مانند گل نخود که گلبرگ‌ها فضای مسدودی به وجود آورده و پرچم‌ها و مادگی در آن جای می‌گیرند اجباراً گرده افشانی مستقیم انجام می‌دهند. در گرده افشانی مستقیم تنها یک والد در پدیدآوردن گیاهان جدید نقش دارد. به همین مناسبت نسل حاصل به هم و به والد خود شباهت بیشتری دارند و تنوع و گوناگونی بین آن
کم است. چنین گیاهانی در برابر شرایط متحول شانس بقای کمتری دارند. به همین مناسبت این نوع گرده افشانی در طبیعت کمتر است.
علل و عوامل گرده افشانی مستقیم:
1. گرده افشانی پرچم یک گل هم‌زمان با آمادگی کلاله همان گل برای پذیرش گرده انجام می‌گیرد.
2. حرکات طبیعی پرچم‌ها (در گیاهان تیره گزنه) یا حرکات گل توسط باد و حشرات دانه گرده گل را بر روی کلاله همان گل قرار می‌دهد.

### گرده افشانی غیر مستقیم
هر گاه گرده افشانی بین دو گل (تک جنسی یا هرمافرودیت) از یک گونه که در روی دو گیاه مجزا قرار دارند انجام گیرد گرده افشانی را غیرمستقیم می‌نامند. در این حالت دو والد پیدایش نسل جدید شرکت می‌کنند و در نتیجه نسل حاصل متنوع‌تر بوده موقعیت مناسب‌تری برای سازش با محیط را دارا هستند. گرده افشانی غیرمستقیم به کمک حشرات، باد، آب، جانوران دیگر و به‌طور مصنوعی به وسیلهٔ آدمی انجام می‌گیرد. اما گرده افشانی به وسیلهٔ حشرات و باد عمومیت بیشتری دارد.

#### گرده‌افشانی بوسیلهحشرات
گرده‌افشانی بوسیلهٔ حشرات در بین گیاهان بسیار رایج است. گل‌هایی که به کمک حشرات گرده‌افشانی می‌کنند، سازگاری‌های خاصی حاصل کرده‌اند. این گل‌ها با رنگ، بو و نوش یا شهد خود حشرات را به سوی خود جلب می‌کنند. نوش در نوشگاه ساخته می‌شود. نوشگاه در نقاط مختلف از جمله در پای گلبرگ‌ها، پرچم‌ها، و بر روی بخش‌هایی از نهنج و غیره قرار دارند. نوش از ترشحات گیاهی است و در آن مواد قندی وجود دارد. پروانه‌ها، زنبوران به ویژه زنبور عسل غذای خود را از نوش گل‌ها تأمین می‌کنند. اندازه گل‌ها اغلب با جثهٔ حشره هماهنگی دارد. به‌طوری‌که حشره به راحتی در درون گل به گونه‌ای جای می‌گیرد که بدنش با دانه‌های گرده و مادگی تماس پیدا می‌کنند.

#### گرده افشانی بوسیلهباد
بسیاری از گیاهان بوته‌ای و درختان برای عمل گرده افشانی به حشرات نیاز ندارند. دانه‌های گرده گل این گیاهان در هوا پخش شده، به وسیلهٔ باد حمل می‌شوند. اما در این حال بیشتر دانه‌های گرده هدر می‌روند. با وجود این بعضی به دام کلاله‌های گل‌های رسیده می‌افتند. گرده افشانی به وسیلهٔ باد بیشتر در گیاهانی صورت می‌گیرد که دارای گل‌های نر و ماده هستند و این گل‌ها روی درختان جداگانه قرار دارند. در این قبیل گل‌ها، پرچم‌ها که اغلب خارج از گل قرار دارند به وسیلهٔ باد تکانده شده، دانه‌های گرده خود را آزاد می‌سازند.
دانه‌های گرده این گل‌ها بسیار فراوان بوده، صاف و سبک‌اند و مسافت‌های طولانی را همراه باد طی می‌کنند. کلاله‌ها اغلب دارای انشعابات پر مانند بوده و خارج از گل قرار می‌گیرند این وضعیت شانس کلاله را برای به دام انداختن دانه‌های گرده که به وسیلهٔ باد حمل می‌شوند را افزایش می‌دهد. در گل‌هایی که به وسیلهٔ باد گرده افشانی می‌کنند گلبرگ‌ها یا وجود ندارند یا بسیار کوچکند و نوش گل وجود ندارد.

## رویش دانه گرده
پس از گرده افشانی، دانه گرده بر سطح مرطوب و چسبناک کلاله قرار می‌گیرد و با جذب مایع سطح کلاله، متورم می‌شود. سپس در محل منافذ دانه گرده، برآمدگیهایی به نام لوله گرده ایجاد می‌کند که فقط یکی از آن‌ها سبقت گرفته و رشد می‌کند و خود را از راه خامه به تخمدان می‌رساند. در دانه گرده دو هسته روینده و زاینده وجود دارند.